# Kateřina Krištůfková
Kateřina Krištůfková (* 18. srpna 1974) je česká nordistka a překladatelka z norštiny, němčiny a nizozemštiny. Je také zakladatelkou a předsedkyní spolku Překladatelé Severu.

## Život
Přední česká překladatelka z germánských jazyků vystudovala na Masarykově univerzitě v Brně obory norský jazyk a literatura, německý jazyk a literatura a nizozemský jazyk a literatura. Mezi lety 2000–2003 působila jako šéfredaktorka nakladatelství Rebo Publishing v Praze a od roku 2004 je na volné noze. Věnuje se překladu a literární redakci především beletristických a lifestylových knih. Od roku 2018 je předsedkyní spolku Překladatelé Severu. Se třemi kolegyněmi provozuje nakladatelství Elg, jež se věnuje opomíjeným momentům severské kultury v českém kontextu. Překládá z norštiny, němčiny, nizozemštiny, celkově v jejím překladu dosud vyšlo na 75 knih. Z norštiny přeložila přes 50 titulů, je překladatelkou Joa Nesbøho, Erlenda Loea a Jørna Liera Horsta.

## Ocenění
- 2004 čestné uznání v rámci Ceny Jiřího Levého za překlad románu Erlenda Loea Naivní. Super[9]
- 2025 jmenována rytířkou 1. třídy Norského královského řádu za zásluhy[10]

## Výběr z knižních překladů[11]

### z norštiny
- Erlend Loe: Naivní. Super. (Naiv. Super). Doplněk, Brno 2005.
- Erlend Loe: Doppler (Doppler). Vakát, Brno 2007.
- Erlend Loe: Fakta o Finsku (Fakta om Finland). Vakát, Brno 2009.
- Anne B. Ragde: Topoly berlínské (Berlinerpoplene). Kniha Zlín, Zlín 2009.
- Erlend Loe: Tiché dny v Mixing Part (Stille Dager i Mixing Part). Vakát, Brno 2010.
- Jon Øystein Flink: Sex, smrt a manželství (Sex, død og ekteskap). Vakát, Brno 2011.
- Jo Nesbø: Nemesis (Sorgenfri). Kniha Zlín, Zlín 2011.
- Jo Nesbø: Pentagram (Marekors). Kniha Zlín, Zlín 2011.
- Jo Nesbø: Lovci hlav (Hodejegerne). Kniha Zlín, Zlín 2011.
- Jo Nesbø: Spasitel (Frelseren). Kniha Zlín, Zlín 2012.
- Jo Nesbø: Sněhulák (Snømannen). Kniha Zlín, Zlín 2012.
- Gaute Heivoll: Než shořím (Før jeg brenner ned). Vakát, Brno 2012.
- Jo Nesbø: Netopýr (Flaggermusmannen). Kniha Zlín, Zlín 2013.
- Jo Nesbø: Švábi (Kakerlakkene). Kniha Zlín, Zlín 2013.
- Jo Nesbø: Levhart (Panserhjerte). Kniha Zlín, Zlín 2013.
- Tore Renberg: Muž, který miloval Yngveho (Mannen som elsket Yngve). Doplněk, Brno 2013.
- Jo Nesbø: Červenka (Rødstrupe). Kniha Zlín, Zlín 2014.
- Jo Nesbø: Přízrak (Gjenferd). Kniha Zlín, Zlín 2014.
- Jo Nesbø: Policie (Politi). Kniha Zlín, Zlín 2015.
- Jo Nesbø: Krev na sněhu (Blod på snø). Kniha Zlín, Zlín 2015.
- Jo Nesbø: Půlnoční slunce. Krev na sněhu II (Mere blod). Kniha Zlín, Zlín 2015.
- Jo Nesbø: Syn (Sønnen). Kniha Zlín, Zlín 2015.
- Gaute Heivoll: Královo srdce (Kongens hjerte). Kniha Zlín, Zlín 2016.
- Erlend Loe: Náklaďáky Volvo (Volvo Lastvagnar). Kniha Zlín, Zlín 2017.
- Marit Reiersgård: Boží prst (Jenta uten hjerte). Kniha Zlín, Zlín 2017
- Åsne Seierstad: Dvě sestry (To søstre). Absynt, Žilina 2018.
- Agnes-Margrethe Bjorvand, Lisa Aisato: Astrid Lindgrenová (Astrid Lindgren). Ella&Max, Presco Group, Praha 2018.
- Anna Fiske: Haló, tam dole! (Hallo, der nede!). Ella&Max, Presco Group, Praha 2018.
- Anna Fiske: Haló, město! (Hallo, byen!). Ella&Max, Presco Group, Praha 2018.
- Ingar Johnsrud: Kříž (Korset). Host, Brno 2020.
- Jørn Lier Horst: Zadní pokoj (Det innerste rommet). Kniha Zlín, Praha 2021.
- Jan Erik Vold: Deník Ruth Maierové (Ruth Maiers dagbok). Edika, Praha 2021.
- Anna Fiske: Jak se dělají děti? (Hvordan lager man barn?). Argo, Praha 2021.
- Nina Lykke: V posledním tažení (Full spredning). Kontrast, Praha 2022.
- Nina F. Grünfeld: Frida. Moje zbloudilá babička ve víru dějin (Frida. Min ukjente farmors krig). Grada, Praha 2022.
- Jo Nesbø: Noční dům (Nattehuset). Kniha Zlín, Praha 2024.
- Maja Lunde: Sen o stromě (Drømmen om et tre). Kontrast, Praha 2024.
- Nina Lykke: Nejsme tady pro zábavu (Vi er ikke her for å ha det morsomt). Kontrast, Praha 2024.
- Anne Fiske: Jak mluvit o smrti (Hvordan snakker man om døden?). Cesta domů 2024.

### z němčiny
- Judith Hermann: Letní dům, později (Sommerhaus, später). Větrné mlýny, Brno 2000.
- Takis Würger: Noah. O jednom přeživším (Noah. Von einem, der überlebte). Host, Brno 2021.

### do němčiny
- Martin Leiš: Šumava na pohlednicích ateliéru Wolf (redakce a překlad do němčiny). Baron, Hostivice 2015.
- Martin Leiš: Šumava na pohlednicích ateliéru Seidl (redakce a překlad do němčiny). Baron, Hostivice 2016.

### z nizozemštiny
- Amanda Hellberg, Eveline Johnsson: Co dům dal: Vdechněte potravinám nový život. 53 vegetariánských pokrmů (The Leftovers: geef je eten een tweede leven. 53 vegetarische gerechten). Rebo, Praha 2017.